# Agripove terme
Agripove terme  (lat. Thermae Agrippae) so bile zgradba antičnega Rima, v današnji Italiji, ki jih je zgradil Mark Vipsanij Agripa. Bile se prve od velikih term, zgrajenih v mestu, in tudi prvo javno kopališče.

## Zgodovina
V prvi obliki kopeli, ki je bila dokončana leta 25 pred našim štetjem, je bila to vroča soba, znana tudi kot »lakonski sudatorij ali gimnazij« . Z zaključkom Aqua Virgo leta 19 pr. n. št., so kopeli oskrbovali z vodo in z dodatkom velikega jezera in kanala (Stagnum Agrippae) . 
Med gradnjo in Agripovo smrtjo leta 12 pr. n. št.so bile kopalnice odprte za javnost z vstopnino. Ta dajatev je bila običajno quadran. Po njegovi smrti je Agripa zapustil kopeli Rimljanom v brezplačno uporabo v zameno za darovanje Avgustovih posestev, s čimer je ustvaril prvo javno kopališko strukturo. 
Agripove terme so bile poškodovane skupaj z mnogimi drugimi objekti v velikem požaru leta 80, vendar jih je kmalu zatem obnovil Domicijan.
Terme so se pod Hadrijanom razširili v 2. stoletju našega štetja , kasneje pa cesarji Konstancij II. in Konstans v 4. stoletju. Sidonij Apolonar omenja, da so se terme uporabljale še v 5. stoletju.
Leta 599 je papež Gregor Veliki terme preoblikoval v samostan. 
V 7. stoletju je bila zgradba (ki ni bila več v uporabi, ko so Ostrogoti v 530-ih prekinili rimske akvadukte) izkopane zaradi gradbenega materiala, vendar je večina stavbe še vedno stala v 16. stoletju, ko sta ruševine narisala Baldassare Peruzzi in Andrea Palladio.
Danes ostaja samo del krožne stene rotunde.

## Terme
Prva različica term, znana tudi kot Laconicum, je bila končana leta 25 pr. n. št. Zdi se, da je bil laconicum starejša različica ogrevanih term, ki so bile povezane tudi s tekaško progo in napravami za gibanje za mlade . Kasij Dion nam je povedal, da so »gimnaziji dali ime lakonion, ker so imeli Lakademonci v tistem času večji ugled kot katerikoli drug za odstranjevanje in vadbo po mazanju z oljem«. [10] V istem letu je Agrippa posvetil tudi svoj Panteon, prvo strukturo, kjer je sedanja Trajanova rekonstrukcija. [10] Pravzaprav je Kasij Dion trdil, da je Agripa v tem letu dokončal tri strukture, tretja pa je bila Neptunova stoa, kar kaže, da so bile vse tri povezane.
Agripove terme so prve, za katere je znano, da so vsebovale monumentalno skulpturo, vključno s slavnim Lizipovim Apoksiomenosom, slavnim dvornim kiparjem Aleksandra Velikega. Plinij starejši večkrat omenja terme, pri čemer ugotavlja, da so bile »izhodišče umetniških prizadevanj, kar pomeni, da je bila stavba v nekaterih pogledih razumljena kot prelomna«.
Celotna različica term ali kopeli se je začela uporabljati šele po zaključku Aqua Virgo leta 19 pr. n. št. Ta novi akvadukt je plačal sam Agripa in je bil eno izmed serije del, povezanih z rimsko oskrbo z vodo in kanalizacijo, nad katerimi je Agripa očitno imel vodstveni nadzor. Aqua Virgo je še vedno v uporabi po skoraj 2000 letih, končuje in trenutno oskrbuje vodo v vodnjaku Trevi . Ti gradbeni projekti (akvadukti, fontane, portiki, kopeli, ceste, gledališča, mostovi in pristanišča) so bili med mnogimi znotraj rimskega Marsovega polja in po cesarstvu.
Agripa je okrog kompleksa zgradil vrtove z lepimi sprehodi in kolonadami s počivališči in zavetišči pred soncem. Wright trdi, da je »skupni učinek nekoliko podoben atenski gimnaziji, liceju ali akademiji, toda na veliko večji in bolj razkošni ravni«. Same terme so lahko služile številnim funkcijam, kot vrsta kluba z »restavracijo, čitalnico in kopališčem z vsemi znanimi vrstami kopeli, kot so vroče, mrzle, hladne, parne in prhe« . Pravzaprav se zdi, kot da bi se kopanje v času pozne republike začelo zapletati, ko je vstopalo v zgodnje cesarstvo in je predstavljalo tri različne vrste sob in bazenov: frigidarij (hladni bazen), tepidarij (soba un bazen s sobno temperaturo vode) in kaldarij (vroča soba in bazen). Ali je kaldarij v kopališčih Agripe vseboval okensko steklo, ki bi dovolj ogrevalo prostor in zadrževalo toploto, kot se je zgodilo v Trajanovih termah in drugih kasnejših primerih cesarskih kopalnih objektov, ostaja neznanka zaradi skromnih arheoloških dokazil o lokaciji.
Kljub temu je termam, ki so bile zelo eksperimentalen projekt v Rimu, manjkal večji bazen, ki je bil prisoten v kasnejših cesarskih kopalnih strukturah. Poudarjeno je bilo, da bi to potrebo lahko dosegli s stagnumom - jezerom, ki ga je ustvaril človek ali bolj verjetno z euripusom (kanalom), ki je omogočil odtok iz stagnuma v Tibero.
Agripove terme, skupaj z njegovim drugim delom v okviru Marovega polja, so bile požgane v velikem požaru leta 80, v času Titovega vladanja. Zdi se, da so bili skoraj nemudoma obnovljeni v času vladanja Tita ali Domicijana, saj so bili pogosto obiskani. Popravila in obnove so se ponovno zaključile pod Antonini in Severanskimi cesarji. V času vladavine Konstancija II. in Konstansa v 354–355, ki je bila zabeležena na napisu v bližini cerkve Santa Maria in Monterone, najden nedaleč od zahodne strani term, je prišlo do nadaljnje rekonstrukcije.

## Strukturs in lega
Poznavanje zgradbe in lokacije Agripinih term temelji na majhnem fragmentu marmornega načrta, ki je bil odkrit leta 1900 in na risbah razvalin, ki so bile narisane v 16. stoletju, ko so še vedno stale. Danes ostaja skromen arheološki dokaz.
Zgrajene so bile na Marsovem polju (Campus Martius) skupaj s prvim Panteonom pod Agripovim velikim stavbnim programom. Območje, ki ga pokriva struktura, je bilo približno 110 metrov sever- jug in 90 metrov vzhod-zahod. Poleg ostalih stavb so bile terme obdane z vrtovi.
Na severni strani stavbe je bila velika rotunda (Arco Della Ciambella) s premerom 25 metrov, kar je razvidno iz skic iz 17. stoletja. Kupola je veljala za družabno mesto za kopalce.
Območje zahodno od rotunde je imelo dokaz o sistemu hipokavsta in votlih plošč iz terakote, kar kaže na nekaj ogrevanih prostorov. 

## Okras
Kopeli so bile okrašene z glaziranimi terakota ploščicami, slikami in z Lizipovim Apoksiomenosom na vhodu 

## Kopanje v rimskem svetu
V pozni republiki in v zgodnji Principati je kopanje v Rimu postalo bolj kompleksno. To je mogoče zaslediti skozi cesarske kopalne strukture, vključno z Agripinimi, ki so postale vse bolj veličastne in zapletene. Nekatere teorije namreč kažejo, da se zdi, da gradnja javnih kopalnih kompleksov že nekaj časa ni bila sprejeta zaradi nekoliko senčnih dejavnosti, ki so se odvijale v njih. Nedavne študije so dejansko pokazale, da je bila gradnja določenih konstrukcij ocenjena kot krepostna (templji, forumi, ceste, vodovodi itd.), gradnja drugih vrst objektov (bordeli, gostilne in druge nizkotne strukture) pa je  simbolizirala pregreho. Skozi te teorije se zdi, kot da bi gradnja kopeli zavzela sivkasto sredino, ki je bila vmes, »stoji nekje med koristnimi javnimi spomeniki in nizkotnimi zatočišči telesnega razvrata«. To je verjetno razlaga, zakaj v Republiki ni bilo senatno določenih kopalnih kompleksov. Čeprav se senatorji verjetno niso popolnoma izognili kopanju, niso želeli porabiti javnega denarja za gradnjo.
Pred dokončanjem Agripovih term, v času Rimske republike, se voda, ki so jo v mesto pripeljali prek enega od svojih številnih akvaduktov, ni uporabljala za kopanje. Lastniki zasebnih kopališč so bili prisiljeni kupiti vodo, ki je tekla iz javno dostopnih korit. Agripa je tukaj inoviral, ker je oskrboval terme z vodo, ki jo je napajal neposredno iz svojega sveže zgrajenega akvadukta Aqua Virgo. Vendar ne smemo pozabiti, da so se njegove terme začele kot zasebni kopališki kompleks, ki ga je osebno plačal sam, saj je bil do takrat eden najbolj premožnih moških v rimskem svetu. Po njegovi smrti leta 12 pr. n. št. pa so v zapuščini prešle Rimljanom, in tako postale prvi javni kopališki kompleks v Rimu (čeprav ne prvi v imperiju). Ta ukrep je povzročil spremembo stališč v senatu do kopalnih kompleksov, odstranitev njihove konstrukcije iz sivega območja in njihovo postavitev v področje krepostnih struktur, čeprav Agripin primer ne bi bil upoštevan, dokler Nerom ni zgradil kopališča v zgodnjih do srednjih 60-ih. 
Dejansko se zdi, da tehnološki dosežki kopeli niso bili izgubljeni pri rimskih ljudeh, saj so bili sposobni nadzorovati in vsebovati veliko količino vode in celo nadzorovati želeno temperaturo, pri kateri so se vodili nekateri bazeni.
Dokazi kažejo, da je postalo kopanje v Rimu v 1. stoletju pr. n. št. veliko bolj priljubljeno, in se je veliko večje število Rimljanov začelo kopati v javnosti bolj pogosto. Te številke so se ponovno močno povečale v 1. stoletju našega štetja. Prehod v Varro navaja, da so bile v času, ko so bile prvotno uvedene kopeli v Rimu, obstajali ločeni oddelki za moške in ženske, ki so arheološko nakazani v republiških kopališčih, ki imajo pogosto arhitekturno delitev. V odlomku Cicero, ki podrobno opisuje posebno ogreto izmenjavo med Krasom in Brutom, je razvidno, da se v tistem času oče in sin nista kopala skupaj, saj je to veljalo za neprimerno. Vendar pa je v odlomku navedeno tudi, da čeprav senatorji takrat niso gradili kopeli, so še vedno obiskovali zasebne kopališke hiše.
Izlet v Agripino kopališče, skupaj z drugimi zasebnimi kopeli, naj bi bil prijetno doživetje. Po Lukijanu, ko je komentiral izlet v Hipijeve terme, so bile »svetlo osvetljene, okrašene z marmorjem iz Frigije in Numidije in popisane s Pindarjevimi citati«. V njem je bil napis, ki omenja muzej, ki je bil priključen kopalnemu kompleksu, kjer je bila postavljena umetnost in kjer so lahko organizirali razprave in predavanja. Rimske kopeli so bile priznane kot družbena vozlišča znotraj rimskega sveta, kjer bi člani senatorskega razreda podlegli nižjim slojem družbe, celo sužnjev, kar je pomenilo nenavadno egalitarno značilnost rimskega življenja.
Videti je, da so Agripove terme predstavljale glavne tri vrste bazenov in sob, ki so bile vsebina rimskega kopališča: frigidarium (hladno kopališče), tepidarium (blagi / mlačni bazen) in caldarium (vroča soba in bazen). Obstajajo raziskave, ki kažejo, da bi lahko te prostore obiskali v obeh smereh, od hladnega do vročega in obratno. Najbolj vroča soba, caldarium, bi imela ogrevanje pod tlemi, ki ga je ustvaril vroč zrak iz ognja pod vodo, kot tudi toplota sonca, ki je sevala preko vse bolj priljubljenega okenskega stekla v Rimu. Prav tako je bilo predlagano, da bi lahko zvonjenje zvonca (tintinabulum) sporočilo bližnjim Rimljanom, da so topli bazeni odprti. Vendar je bilo to kritizirano tudi iz različnih razlogov praktičnosti, pri čemer je bilo bolj naklonjeno razumnejši razlagi, da so bili zvonci uporabljeni za označevanje bližnjega oblačilnega kopalnega kompleksa. 
Kopeli v rimskem svetu so bile po eni strani socializacija, zdravje in zabava. Kjer se lahko uresničujejo, se igrajo športne igre ali igre z žogo, igrajo namizne igre, filozofirajo, ustvarjajo poslovne dogovore in umivajo umazanijo in umazanijo vsakdanjega življenja v starem Rimu. Nobenega dvoma ni, da so bili ti kompleksi mikrokozmosi rimskega življenja in celo potencialno majhne upodobitve samega rimskega sveta.